# Miktoniscus arcangelii
Miktoniscus arcangelii är en kräftdjursart som beskrevs av Albert Vandel1960. Miktoniscus arcangelii ingår i släktet Miktoniscus och familjen Trichoniscidae. Inga underarter finns listade i Catalogue of Life.